# Martina Bacíková
Martina Bacíková (* 7. prosince 1994 Praha) je zakladatelkou a výkonnou ředitelkou neziskové organizace Institut ekonomického vzdělávání (INEV) a Ekonomické olympiády. V roce 2020 byla zařazena do žebříčku časopisu Forbes #30pod30.

## Životopis
Narodila se v Praze, kde také strávila celá svá studentská léta, a kde nyní také žije. Po základní škole vystudovala Gymnázium Botičská. Již během studií působila jako editorka, projektová manažerka a Equity a Forex Trader ve společnosti Roklen 24. Další zkušenost získala jako předsedkyně české organizace Students for Liberty CZ. V roce 2016 spoluzaložila start-up Dáme zkoušku. V současné době stojí v čele neziskové organizace INEV, kterou v roce 2016 založila. Jedním z projektů INEV je středoškolská soutěž Ekonomická olympiáda. Zasazuje se o zlepšení ekonomického vzdělávání a finanční gramotnosti mezi mladými lidmi a pedagogy v České republice i v zahraničí (Slovensko, Maďarsko, Polsko, Bosna a Hercegovina, Čína). Martina Bacíková od dubna 2020 moderuje podcastu ECON(Y) dnešní doby.